# Vicente Grez
Vicente Grez Yávar (Santiago, 21 de enero de 1847-1 de junio de 1909) fue un político, periodista y escritor chileno.

## Familia y estudios
Nacido en Santiago en 1847, hijo de Manuel Grez y Manuela Yávar.
Realizó sus estudios de humanidades en el Instituto Nacional, después de algunos cursos elementales en el Colegio San Luis. Ingresó luego a estudiar leyes, pero su temprana vocación literaria le hizo abandonar la carrera.
Casado con Mercedes Mulet el 4 de febrero de 1867 en la Parroquia El Sagrario, tuvo un hijo.

## Carrera periodística y literaria
Comenzó su labor periodística en 1868 para El Charivari, publicación satírica de actualidad política en la que oficiaba de editor responsable. Además, colaboró bajo diversos seudónimos en diversas publicaciones como La Linterna del Diablo, con cáusticas sátiras en verso dedicadas a diversos personajes públicos.
Estas primeras actividades como periodista signaron el resto de su vida, contándose varios trabajos como redactor y editor de diversos medios de prensa, como los periódicos El Heraldo, La Época, La República, La Campana, La Patria —donde fue director entre 1893 y 1894—, La Opinión y El Mercurio, y las revistas Revista de Santiago, Sud-América, Las Veladas Literarias, Las Novedades, El Nuevo Ferrocarril, Los Debates, Los Lunes, El Salín, Revista Chilena y la Revista de Artes y Letras.
En sus primeros libros destacó un interés por divulgar la historia de Chile, publicando así sus novelas Las mujeres de la Independencia (1878), formada a partir de retratos de varias mujeres gravitantes en el Chile de comienzos del siglo XIX; La vida santiaguina (1879), en la cual caracterizó algunos aspectos de la sociedad chilena del siglo XVII; y El combate homérico (1880), que narró los sucesos del combate naval de Iquique. En 1882 publicó Ráfagas, una colección de breves poemas que venía publicando en el diario El Heraldo, y después sus novelas Emilia Reynals (1883), La dote de una joven (1884), Marianita (1881) y El ideal de una esposa (1887), que gozaron de muy buena acogida entre el público lector y que han sido comparadas con la narrativa de Alberto Blest Gana. Páginas de su novela inédita Jenio sin alas se publicó en La Revista Nueva en 1900.
Fue también crítico de arte, llegando a fundar la Revista de Bellas Artes (1889-1890) y participó como secretario de la comisión organizadora de la presentación de Chile en la Exposición Universal de París de 1889, ocasión en que escribió el libro Les beaux arts au Chili. Su obra culminó con su particular visión de la época y de su territorio nortino en Viaje de destierro (1893).

## Carrera política y pública
Fue militante del Partido nacional o monttvarista.
En 1875 asumió como jefe de la Sección Extranjera de la Dirección de Correos, y en 1888 asumió como jefe de la Oficina Central de Estadísticas, cargo que ocupó hasta su muerte en 1909.
Fue diputado suplente por Arauco, por el periodo 1882-1885; y por Taltal, para el periodo 1885-1888. Posteriormente asumió como diputado propietario por Taltal, por el periodo 1888-1891. Fue segundo vicepresidente de la Cámara de Diputados entre el 16 de enero de 1890, hasta la disolución del Congreso Nacional en 1891. Fue uno de los firmantes de la deposición del presidente José Manuel Balmaceda en 1891. Fue desterrado a Perú y retornó a Chile en 1893.

## Obras
- Las mujeres de la independencia (1878)
- La vida santiaguina (1879)
- El combate homérico (1880)
- Antonio Smith (1881)
- Marianita (1881)
- Ráfagas (1882)
- Emilia Reynalds (1883)
- La dote de la joven (1884)
- El ideal de una esposa (1887)
- Viaje de destierro (1893)